# Saint-Cyr-des-Gâts

Saint-Cyr-des-Gâts este o comună în departamentul Vendée, Franța. În 2009 avea o populație de 521 de locuitori.